# Vaïre
Die Vaïre ist ein Fluss im Südosten Frankreichs, der im Département Alpes-de-Haute-Provence in der Region Provence-Alpes-Côte d’Azur verläuft. Sie entspringt unter dem Namen Ravin de la Combe in den Seealpen, an der Südwestflanke des Berggipfels Grand Coyer (2693 m), im Gemeindegebiet von Thorame-Haute, entwässert zunächst in südwestlicher Richtung, schwenkt dann auf Südost und mündet nach insgesamt rund 25 Kilometern an der Gemeindegrenze von Annot und Saint-Benoît als rechter Nebenfluss in den Coulomp. Im Unterlauf wird das Tal von der Schmalspurbahn Chemins de fer de Provence genützt, die von Nizza nach Digne-les-Bains führt.

## Orte am Fluss

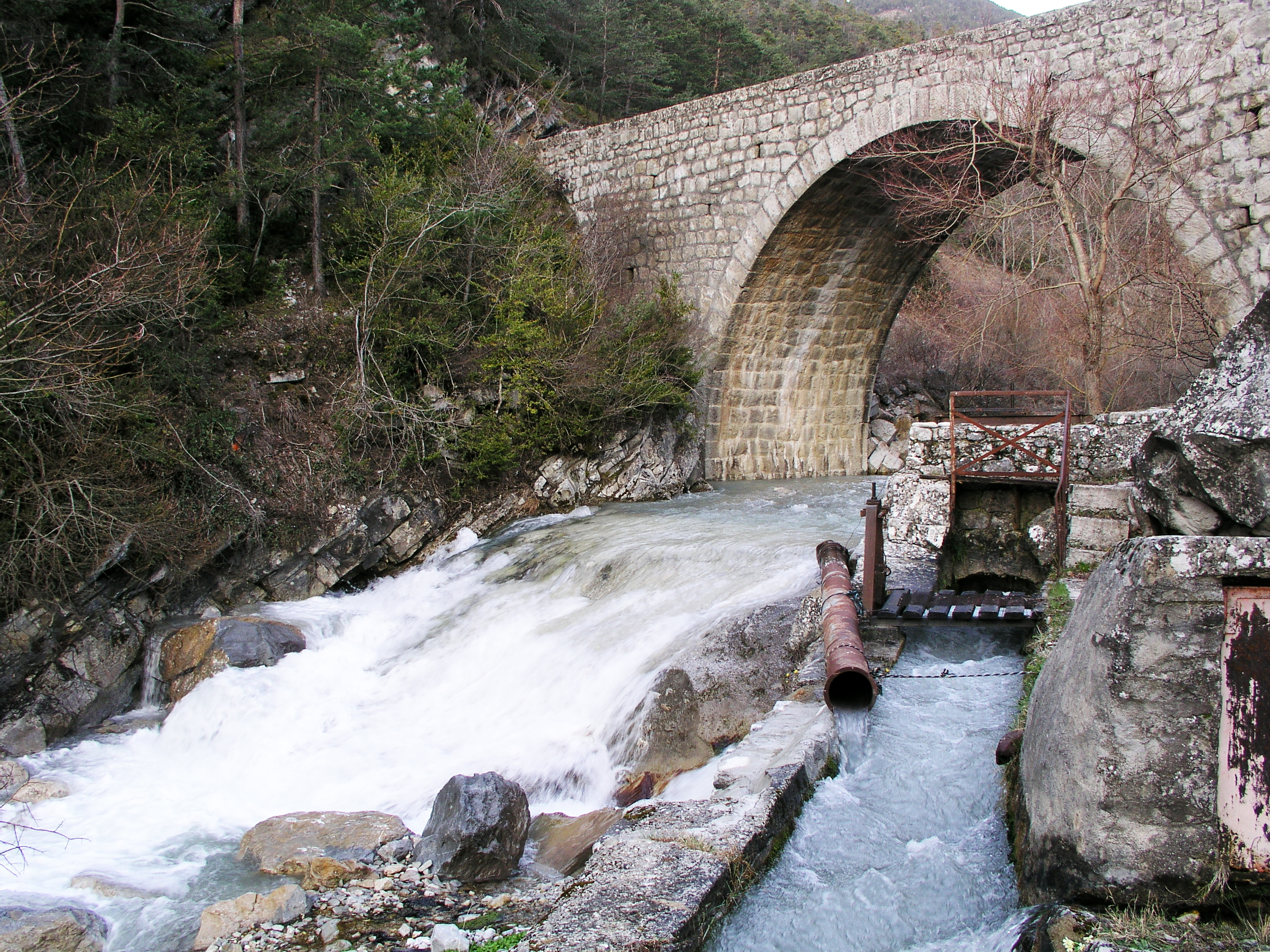
Die Vaïre in Le Fugeret

(Reihenfolge in Fließrichtung)
- Méailles
- Le Fugeret
- Annot